# Something New
Albums nord-américains des Beatles
A Hard Day's Night
(1964) The Beatles' Story
(1964)
Something New est un album américain du groupe britannique The Beatles, le 5e publié aux États-Unis mais le 3e par Capitol Records. Ce disque ne contient que six pièces inédites parmi les onze car I'll Cry Instead, Tell Me Why, And I Love Her, I'm Happy Just to Dance with You et If I Fell avaient déjà été publiées un mois plus tôt, par le label United Artists, sur la musique de film de A Hard Day's Night.

## Historique
Bien avant que les Beatles eurent mis les pieds en sol américain, le bureau anglais de la United Artists approcha Brian Epstein pour produire un film mettant en scène le groupe. L'idée du film, à être produit rapidement de façon à exploiter la beatlemania avant que cette « bulle » n'éclate, était surtout un véhicule qui permettrait à la compagnie de production de publier une trame sonore. À la signature du contrat, les droits de publier celle-ci en primeur aux États-Unis a été acquise par la United Artists Records.  De toute façon, à cette époque, Capitol, la filiale américaine d'EMI, ne voyait pas l'intérêt de publier les disques du quatuor britannique. Au moment de la sortie du film, l'Amérique était désormais sous l'emprise de la « fièvre Beatles ». Le pari de la United Artists était gagné; l'album A Hard Day's Night, qui possède huit chansons des Beatles et quatre pièces instrumentales tirée de la trame sonore du film, a atteint la première place du palmarès américain pour y rester quatorze semaines et, contre toute attente, les critiques encensent le film. 
Capitol Records, qui a entre-temps acquis les droits des chansons des Beatles, a pu publier, le mois suivant, cet album au titre mensonger qui reprenait cinq des huit chansons de la bande originale américaine. Tout de même, Something New a atteint la seconde place derrière A Hard Day's Night et demeurera dans le Billboard 200 pour quarante-et-une semaines. Des trois chansons omises, Can't Buy Me Love avait déjà été publiée en single en mars, couplée à You Can't Do That, et les deux autres, la chanson éponyme du film et I Should Have Known Better, ont été publiées sur un 45 tours par Capitol quelques semaines avant la sortie du film. I Should Have Known Better a trouvé sa place en 1970 sur le 33 tours de Capitol intitulé Hey Jude, qui inclut aussi Can't Buy Me Love et ces deux faces A, ayant atteint les sommets des charts, se sont retrouvées sur les 33 tours des meilleurs succès du groupe parus en 1973. 
Pour compléter le disque Something New, on rajoute trois autres chansons de la version britannique de l'album A Hard Day's Night, deux chansons du E.P. Long Tall Sally paru le mois précédent et la version allemande du tube I Want to Hold Your Hand. Le 20 juillet, deux 45 tours tirés des chansons de ce disque seront aussi publiés par Capitol, I'll Cry Instead / I'm Happy Just to Dance with You et  And I Love Her / If I Fell.
Plusieurs années plus tard, en 1979, Capitol/EMI achèteront la United Artists Records, ce qui leur permettra dorénavant de publier à leur guise la version américaine de A Hard Day's Night.

## Pochette
La photo du groupe est de Joe Covello prise lors de la prestation du 9 février 1964 au Ed Sullivan Show, le premier de quatre passages à cette émission de variétés américaine.
À l’endos de la pochette on peut lire un texte promotionnel (sous lequel est inscrit « Produit en Angleterre par George Martin et aux É.-U. avec l'assistance de Dave Dexter Jr. »). On y retrouve aussi de la publicité pour les deux disques précédents publiés aux USA par le label en plus d'un troisième album intitulé The Beatles Song Book - Romantic Instrumentals by the Hollyridge Strings (en). C'est le premier de six albums qui comprennent des versions orchestrales easy listening de chansons des Beatles, celui-ci avec onze chansons arrangées et produites par Stu Phillips. On en entend quelques extraits sur le disque documentaire The Beatles' Story publié quatre mois plus tard.

## Liste des chansons
Les pièces sont tirées de l'album britannique A Hard Day's Night sauf celles suivies des symboles suivants : ƒA - Face A d'un 45 tours, Єᑭ - maxi Long Tall Sally. L'astérisque dénote une chanson qui était déjà incluse dans la bande originale américaine A Hard Day's Night publiée par la United Artists le mois précédent.
| 1. | I'll Cry Instead *   | John Lennon, Paul McCartney | John Lennon    | 1:44 |
| 2. | Things We Said Today | John Lennon, Paul McCartney | Paul McCartney | 2:33 |
| 3. | Any Time at All      | John Lennon, Paul McCartney | John Lennon    | 2:10 |
| 4. | When I Get Home      | John Lennon, Paul McCartney | John Lennon    | 2:15 |
| 5. | Slow Down Єᑭ         | Larry Williams              | John Lennon    | 2:54 |
| 6. | Matchbox Єᑭ          | Carl Perkins                | Ringo Starr    | 1:56 |

| 7.  | Tell Me Why *                      | John Lennon, Paul McCartney               | John Lennon                 | 2:07 |
| 8.  | And I Love Her *                   | John Lennon, Paul McCartney               | Paul McCartney              | 2:37 |
| 9.  | I'm Happy Just to Dance with You * | John Lennon, Paul McCartney               | George Harrison             | 1:54 |
| 10. | If I Fell *                        | John Lennon, Paul McCartney               | John Lennon                 | 2:17 |
| 11. | Komm, Gib Mir Deine Hand ƒA        | John Lennon, Paul McCartney, Jean Nicolas | John Lennon, Paul McCartney | 2:25 |

## Rééditions
Ce disque a été réédité en CD le 15 novembre 2004, avec les mixages effectués à l'époque par Capitol Records, dans la collection The Capitol Albums Volume 1 et, en janvier 2014, cette fois avec les mixages de la réédition de 2009, dans la collection The U.S. Albums. Le 22 novembre 2024, cet album est réédité, sur un disque en vinyle 180 grammes, dans un boîtier intitulé 1964 US Albums in Mono qui possède les sept 33 tours américains publiés en 1964.